# 天主教曼德維爾教區
天主教曼德維爾教區（拉丁語：Dioecesis Mandevillensis）是牙買加一個羅馬天主教教區，屬金斯頓總教區。宗座代牧區於1991年4月15日設立，1997年11月21日升為教區。
教區管轄牙買加西南三區，2004年時有8,296名教友，佔轄區總人口1.4%。教區下轄21個堂區，有25名司鐸。現任教區主教為若望·德里克·佩爾索德，榮休主教為戈登·本內特。